# Bogstadveien Futsal Klubb 2008-2009
Questa voce raccoglie le informazioni riguardanti il Bogstadveien Futsal Klubb nelle competizioni ufficiali della stagione 2008-2009.

## Stagione
Il Bogstadveien ha partecipato alla Futsal Eliteserie 2008-2009, primo campionato norvegese riconosciuto dalla Norges Fotballforbund. La squadra ha chiuso l'annata al 10º ed ultimo posto finale, retrocedendo pertanto in 1. divisjon.

## Rosa
| N° | Naz.                | Ruolo | Sportivo           | Anno     |  |  |
| -- | ------------------- | ----- | ------------------ | -------- |  |  |
|    | Norvegia (bandiera) |       | Stig Markus Hovdal | 26.11.80 |  |  |

## Risultati

### Eliteserie

#### Girone di andata
| 29 novembre 2008, ore 14:00 1ª giornata | Fyllingsdalen | 3 – 4 referto | Bogstadveien | \| Arbitro: \| Sjelle \| |
| Arbitro:                                | Sjelle        |               |              |                          |

| 29 novembre 2008, ore 20:00 2ª giornata | Bogstadveien | 1 – 7 referto | Vegakameratene | \| Arbitro: \| Petkovic \| |
| Arbitro:                                | Petkovic     |               |                |                            |

| 30 novembre 2008, ore 12:00 3ª giornata | Nidaros      | 11 – 5 referto | Bogstadveien | \| Arbitro: \| Rafiq (Oslo) \| |
| Arbitro:                                | Rafiq (Oslo) |                |              |                                |

| 13 dicembre 2008, ore 12:00 4ª giornata | Bogstadveien  | 3 – 5 referto | Horten | \| Arbitro: \| Thorsø Hansen \| |
| Arbitro:                                | Thorsø Hansen |               |        |                                 |

| 13 dicembre 2008, ore 18:00 5ª giornata | Sandefjord     | 10 – 5 referto | Bogstadveien | \| Arbitro: \| Steen (Bergen) \| |
| Arbitro:                                | Steen (Bergen) |                |              |                                  |

| 14 dicembre 2008, ore 12:00 6ª giornata | Bogstadveien       | 7 – 5 referto | Harstad | \| Arbitro: \| Hafsås (Trondheim) \| |
| Arbitro:                                | Hafsås (Trondheim) |               |         |                                      |

| 3 gennaio 2009, ore 14:00 7ª giornata | KFUM Oslo | 4 – 2 referto | Bogstadveien | \| Arbitro: \| Ølmheim \| |
| Arbitro:                              | Ølmheim   |               |              |                           |

| 3 gennaio 2009, ore 20:00 8ª giornata | Bogstadveien | 0 – 5 referto | Holmlia | \| Arbitro: \| Petkovic \| |
| Arbitro:                              | Petkovic     |               |         |                            |

| 4 gennaio 2009, ore 14:00 9ª giornata | Solør   | 1 – 0 referto | Bogstadveien | \| Arbitro: \| Hestvåg \| |
| Arbitro:                              | Hestvåg |               |              |                           |

#### Girone di ritorno
| 17 gennaio 2009, ore 14:00 10ª giornata | Bogstadveien    | 6 – 2 referto | Fyllingsdalen | \| Arbitro: \| Konstali Randen \| |
| Arbitro:                                | Konstali Randen |               |               |                                   |

| 17 gennaio 2009, ore 20:00 11ª giornata | Vegakameratene   | 5 – 2 referto | Bogstadveien | \| Arbitro: \| Bjørndalen Røang \| |
| Arbitro:                                | Bjørndalen Røang |               |              |                                    |

| 18 gennaio 2009, ore 12:00 12ª giornata | Bogstadveien | 2 – 4 referto | Nidaros | \| Arbitro: \| Rafiq (Oslo) \| |
| Arbitro:                                | Rafiq (Oslo) |               |         |                                |

| 24 gennaio 2009, ore 12:00 13ª giornata | Horten           | 9 – 4 referto | Bogstadveien | \| Arbitro: \| Bjørndalen Røang \| |
| Arbitro:                                | Bjørndalen Røang |               |              |                                    |

| 24 gennaio 2009, ore 18:00 14ª giornata | Bogstadveien | 5 – 7 referto | Sandefjord | \| Arbitro: \| Petkovic \| |
| Arbitro:                                | Petkovic     |               |            |                            |

| 25 gennaio 2009, ore 12:00 15ª giornata | Harstad         | 8 – 5 referto | Bogstadveien | \| Arbitro: \| Konstali Randen \| |
| Arbitro:                                | Konstali Randen |               |              |                                   |

| 14 febbraio 2009, ore 14:00 16ª giornata | Bogstadveien | 2 – 3 referto | KFUM Oslo | \| Arbitro: \| Petkovic \| |
| Arbitro:                                 | Petkovic     |               |           |                            |

| 14 febbraio 2009, ore 20:00 17ª giornata | Holmlia | 5 – 0 referto | Bogstadveien | \| Arbitro: \| Ølmheim \| |
| Arbitro:                                 | Ølmheim |               |              |                           |

| 15 febbraio 2009, ore 12:00 18ª giornata | Bogstadveien | 10 – 5 referto | Solør | \| Arbitro: \| Hussain \| |
| Arbitro:                                 | Hussain      |                |       |                           |